# Grafton (New York)
Pour les articles homonymes, voir Grafton.
Grafton est une ville du comté de Rensselaer dans l'État de New York, au nord-est des États-Unis d’Amérique. La commune compte 1 987 habitants en l’an 2000. 